# Wojciech Hanc
Wojciech Hanc (ur. 5 października 1941 w Wilczynie, zm. 6 kwietnia 2021 w Poznaniu) – polski duchowny rzymskokatolicki, teolog, doktor habilitowany nauk teologicznych, były rektor Wyższego Seminarium Duchownego we Włocławku oraz profesor nadzwyczajny uczelni państwowych, w tym Uniwersytetu Mikołaja Kopernika w Toruniu.

## Życiorys
Studiował filozofię i teologię w Wyższym Seminarium Duchownym we Włocławku w latach 1959–1965. 20 czerwca 1965 przyjął święcenia kapłańskie z rąk biskupa włocławskiego Antoniego Pawłowskiego. Do 1966 pracował jako wikariusz w Lipnie. W latach 1966–1971 studiował teologię na Katolickim Uniwersytecie Lubelskim. Uzyskał stopień naukowy doktora i doktora habilitowanego nauk teologicznych.
W 1971 został wykładowcą Wyższego Seminarium Duchownego we Włocławku w zakresie teologii dogmatycznej i ekumenicznej. W latach 1992–2001 pełnił funkcję rektora tej uczelni. Ponadto wykładał w Akademii Teologii Katolickiej w Warszawie oraz w Wyższym Seminarium Duchownym Towarzystwa Salezjańskiego w Lądzie n. Wartą.
Objął funkcję konsultora Rady Episkopatu do spraw Ekumenizmu.
29 lipca 1992 został mianowany kapelanem honorowym Jego Świątobliwości. Od 1989 otrzymał godność kanonika gremialnego kapituły katedralnej we Włocławku.
Zmarł 6 kwietnia 2021 w szpitalu w Poznaniu. Został pochowany na cmentarzu w Słupcy.